# Wentworth (Quebec)
Wentworth	es un municipio-cantón de la provincia de Quebec, Canadá. Está ubicado en el condado régional de Argenteuil y a su vez, en la región administrativa de Laurentides. Hace parte de las circunscripciones electorales de Argenteuil a nivel provincial y de Argenteuil−Mirabel a nivel federal.

## Geografía

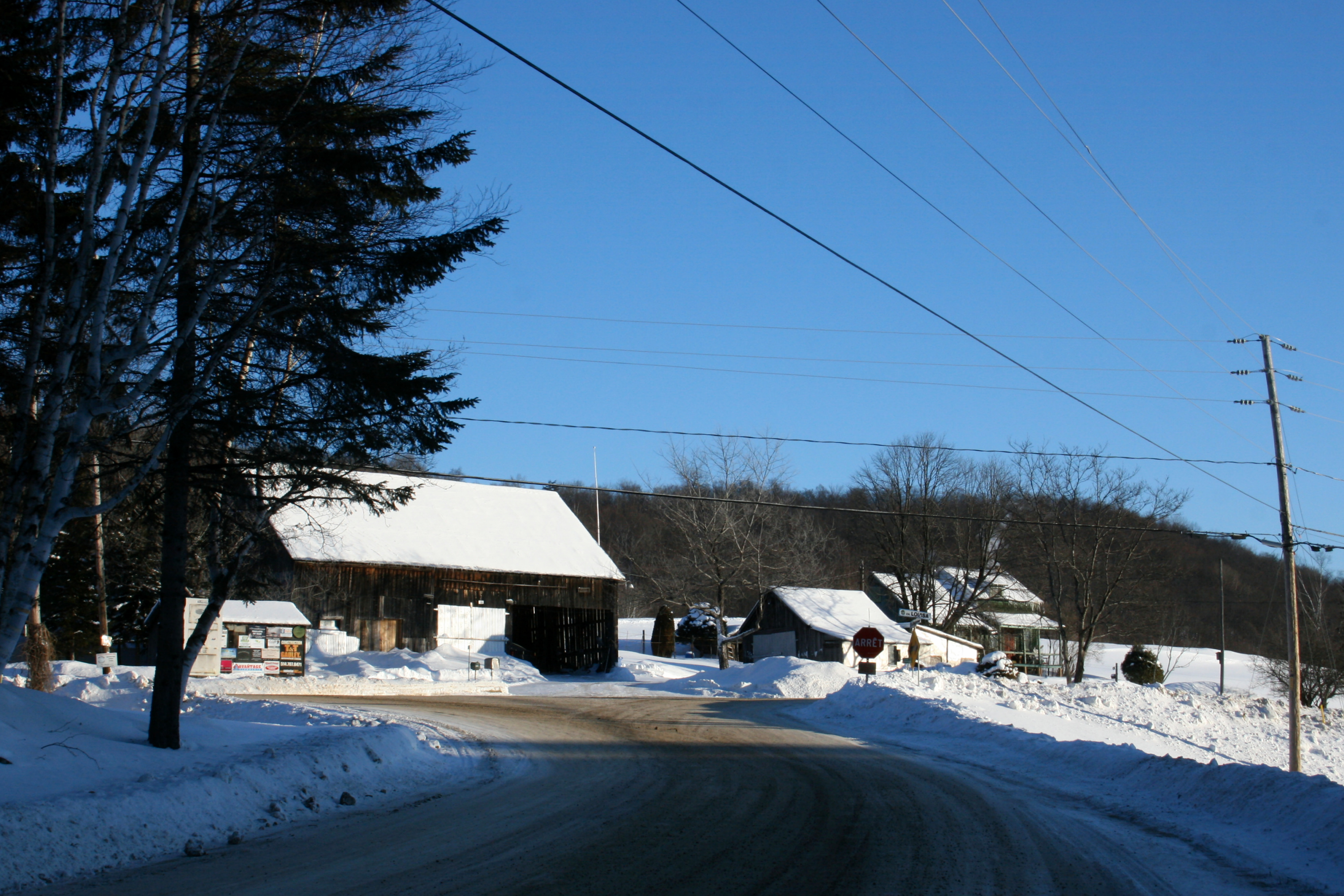
Louisa en Wentworth

Wentworth se encuentra ubicada en las coordenadas 45°48′00″N 74°22′00″O / 45.80000, -74.36667. Según Statique Canada, tiene una superficie total de 87,16 km² y es una de las 1135 municipalidades en las que está dividido administrativamente el territorio de la provincia de Quebec.

## Demografía
Según el censo de 2011, había 502 personas residiendo en este cantón con una densidad poblacional de 5.8 hab./km². Los datos del censo mostraron que de las 483 personas en 2006, en 2011 el cambio poblacional fue de 19 habitantes (3.9%). El número total de inmuebles particulares resultó de 754 con una densidad de 8,65 inmuebles por km². El número total de viviendas particulares que se encontraban ocupadas por residentes habituales fue de 251.